# Jürgen Dierking

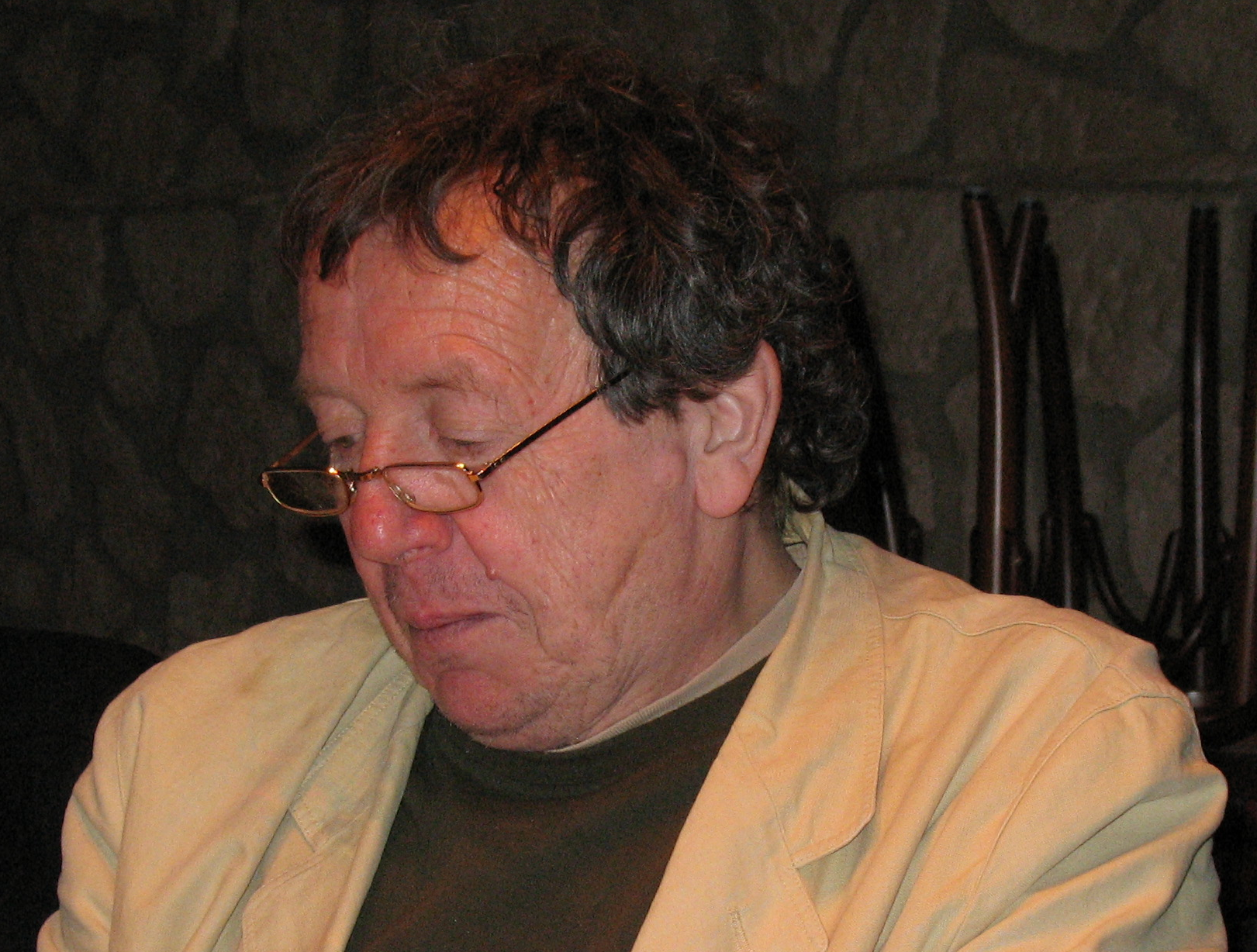
Jürgen Dierking während einer seiner Lesungen im Bremer Viertel, 2007

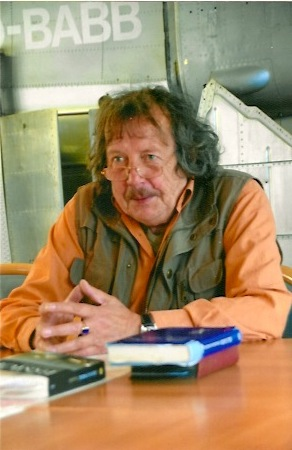
… und 2015 im Bremer Presse-Club

Jürgen Dierking (* 1. September 1946 in Bremen; † 14. Juni 2016 ebenda) war ein Bremer Übersetzer, Autor und Vorleser sowie Lehrbeauftragter an der Universität Bremen und der Universität Hamburg. Als Geschäftsführer des Literaturkontors und der 1995 bis 2012 bestehenden Friedo-Lampe-Gesellschaft, war er genauso tätig, wie er den Treff Bremer ÜbersetzerInnen 1994 gründete und Mitherausgeber und Redakteur des 1987 gegründeten Stint. Zeitschrift für Literatur war. Darüber hinaus war er Mitbegründer und Betreuer des Literaturprogramms der Breminale, eines Open-Air-Kulturfestivals. Neben seinem umfangreichen Werk als Übersetzer hinterließ er eigenständige Publikationen zu seinerzeit in Deutschland noch wenig bekannten Autoren, wie Friedo Lampe (1899–1945), zu dessen Ehren er eine eigene Gesellschaft gründete, oder Sherwood Anderson (1876–1941), Karl Lerbs (1893–1946), Josef Kastein (1890–1946).

## Leben und Werk
Jürgen Dierking verbrachte seine Kindheit und Jugend in Bremen. Dann ging er als Zivildienstleistender nach Tübingen, wo er von 1966 bis 1969 Germanistik, Geschichte und Philosophie studierte. In München drehte er mit zwei Freunden einen einstündigen Autorenfilm und eignete sich gründliche Kenntnisse der Filmgeschichte an. Bei Christian Enzensberger hörte er Anglistik. Diese Studien schloss er in Hamburg, um Pädagogik erweitert, ab, wo er darüber hinaus von 1974 bis 1979 an einer Privatschule unterrichtete.
Von dort kehrte er nach Bremen zurück, wurde wissenschaftlicher Mitarbeiter in einem Forschungsprojekt und Lehrbeauftragter für „amerikanische Literatur“, wie er sich auszudrücken pflegte. Die geplante Promotion über Sherwood Anderson, dem schon seine Examensarbeit gegolten hatte, zerschlug sich. Anderson gilt, wie es in einer Rezension zu Sherwood Anderson: „Winesburg, Ohio“ heißt, als „ein Vorbild für Hemingway und Faulkner“.
Dierking hörte sechs Semester Musikgeschichte am Bremer Konservatorium bei Nico(las) Schalz. Als Kulturpädagoge recherchierte er daraufhin zur Geschichte des Bremer Literaturpreises (1984–1986) und gestaltete das Literaturprogramm der „Breminale“ (1987–1992), bevor er grundlegend das Profil des Bremer Literaturkontors prägte (1992–2006). Er lieferte zudem immer wieder Arbeiten für die horen (von Band 149 (1988) bis 259 (2015)).
Den „ÜbersetzerInnen-Treff Bremen & umzu“ gründete er 1994. 1995 initiierte er die Friedo-Lampe-Gesellschaft, der er mehrfach vorsaß und die zeitweise 75 Mitglieder zählte. Er gehörte 1996 und 1997 zu den Anregern des Deutschen Übersetzerfonds und war 2004 Mitglied im Gründungsvorstand des (virtuellen) Bremer Literaturhauses.
Viele Jahre gestaltete Jürgen Dierking zwei Lesereihen im Bremer Presseclub: „660 Jahre europäische Prosa“ und „West-Östlicher/Nord-Südlicher Diwan“. Letzterer hatte seinen Ausgang im Viertel genommen (2005), um an einer Reihe anderer Leseorte fortgesetzt zu werden.
Zu den Werken, die er las, gehörten die Geschichten aus 1001 Nacht, Herman Melvilles Moby Dick (ab 29. Mai 2007) und Bartleby der Schreiber, Oblomow von Iwan Gontscharow (2008), Rip Van Winkle von Washington Irving, Dragan Velikić Das russische Fenster (ab April 2009), Charles Baxters Schattenspiel (ab September 2009), Artur Beckers Der Lippenstift meiner Mutter (ab Dezember 2010), Jane Austens Emma (ab Mai 2011), Nagib Mahfuz’ Das Hausboot am Nil (ab Mai 2011), Mark Twains Huckleberry Finn (2012), Stendhals Rot und Schwarz (2012), Der Pojaz von Karl Emil Franzos (ab Oktober 2012), Charles Dickens’ David Copperfield (2013), James Joyce’ Ulysses (2013), Bruno Schulz Die Zimtläden (2014), Gustave Flauberts Madame Bovary (2014), Gottfried Kellers Novellen Frau Regel Amrain und ihr Jüngster und Das Fähnlein der sieben Aufrechten (ab Ende 2014) sowie Robert Walsers Roman Jakob von Gunten (2015). Daneben war er ab 2001 maßgeblich an den Leseveranstaltungen des LitQ als Veranstalter und Leser beteiligt.
Neben Sherwood Anderson entdeckte er Karl Lerbs, Josef Kastein, vor allem aber Friedo Lampe und eine Reihe zeitgenössischer Autoren, wie Tom Waits, Sujata Bhatt und Charles Baxter, aber auch Johannes Schenk.
Dierking trat durch zahlreiche Übersetzungen hervor, darunter Ray Lewis White (Hrsg.): Sherwood Anderson / Gertrude Stein: Briefwechsel und ausgewählte Essays (Suhrkamp 1985), Pferde und Männer (1996) oder Das triumphierende Ei (1997), Sujata Bhatt Nothing Is Black, Really Nothing (1998) und Charles Baxter (Schattenspiel, 1999).
Als Autor arbeitete er zuletzt an der Biographie Friedo Lampe (1899–1945). Ein kurzes deutsches Schriftstellerleben.
Als Auszeichnungen erhielt Dierking das Resident Fellowship an der Newberry Library zu Chicago (1989) sowie das Autorenstipendium des Bremer Senats (1990).

## Werke (Auswahl)
- Übersetzung: Sherwood Anderson / Gertrude Stein, Briefwechsel und ausgewählte Essays, herausgegeben von Ray Lewis White, Frankfurt 1985.
- Die Augen voll Traum und Schlaf. Zum Werk des melancholischen Idyllikers Friedo Lampe, in: Friedo Lampe. Das Gesamtwerk. Mit einem Nachwort von Jürgen Dierking und Johann-Günther König, Rowohlt, Reinbek 1986.
- (Hrsg.): Dunkles Lachen. Roman von Sherwood Andersen. Aus dem Amerikanischen von Helene Henze, Nachwort Jürgen Dierking, Kiepenheuer & Witsch, Köln 1987.
- Über den Umgang mit Revolutionen. Ein empfindsamer Jakobiner zu Bremen: Adolph Freiherr von Knigge, in: Stint. Literatur aus Bremen, 7 (Mai 1990) 137–141.
- (Hrsg.): Sherwood Anderson. Erzähler des amerikanischen Traums. Argument-Verlag, Hamburg 1990.
- mit Klaus Kellner, Edith Laudowicz: Literaturszene Bremen, Bremerhaven & umzu, Klaus Kellner, 1993.
- (Hrsg.): Gulliver XXVIII. Sherwood Anderson. Erzähler des amerikanischen Traums, Argument-Verlag, Hamburg 1997.
- (Hrsg.): Melchior. Ein hanseatischer Kaufmannsroman, Döll, Bremen 1997.
- mit Elisabeth Emter, Johannes Graf: Ein Autor wird wiederentdeckt, Friedo Lampe 1899-1945, Wallstein Verlag, 1999.
- mit Victor Ströver (Hrsg.): Reisen, Edition Temmen, Bremen 2000.
- Sherwood Anderson: „Winesburg, Ohio“. Eine Reihe von Erzählungen aus dem Kleinstadtleben Ohios. Aus dem Amerikanischen übersetzt von Hans Erich Nossack. Mit einem Vorwort von John Updike und einer Nachbemerkung von Jürgen Dierking. Suhrkamp, Frankfurt 2000.
- mit Victor Ströver (Hrsg.): Sprachen der Liebe, Temmen, Bremen 2000.
- mit Victor Ströver (Hrsg.): Alltag, Temmen, Bremen 2001.
- mit Victor Ströver (Hrsg.): Kino, Temmen, Bremen 2002.
- mit Johann-Günther König: Josef Kastein. Was es heißt, Jude zu sein. Eine Kindheit in Bremen, Temmen, 1. Aufl. 2004, 2. Aufl. 2005.
- Friedo Lampe in Hamburg, in: Ute Harbusch, Gregor Wittkop (Hrsg.): Kurzer Aufenthalt. Streifzüge durch literarische Orte, Wallstein, 2007, S. 53–59.
- Charles Baxter: Die Harmonie der Welt Erzählung. Aus dem Amerikanischen übersetzt von Jürgen Dierking, in: die horen. Zeitschrift für Literatur, Kunst und Kritik, 2015, 149–171.